# Shpat Kasapi
Shpat Kasapi (Tetovo, 1º maggio 1985) è un cantante albanese.

## Carriera
Ha iniziato la sua carriera musicale fin dalla tenera età, dove dopo diverse presentazioni ai festival per bambini ha vinto il primo premio al festival di Tetovo Bletëzat 98 all'età di 13 anni. I primi successi presentano un ponte di attraversamento della canzone per bambini a crescere, i premi aggiudicati sono stati per le prime canzoni del Festival (Këngët e Stinës )nel 2002 a Tirana, il premio del pubblico a Nota Fest a Skopje e ad Albafest nel 2003.
Kasapi, dopo essere stato ufficialmente fidanzato con la modella Afërdita Dreshaj, nel 2013 è tornato single.

## Discografia
- Tash po Kthehesh
- Medikament
- Axhamiu (2003)
- Do te vije nje dite (2004)
- Pa ty s'jetoj (2005)
- Kush te ndau prej meje (2006)
- S'e pranon (2007)
- Sillu pshtillu (2008)
- Live popullore (2009)
- Medikament (2010)